# Xanthodonta
Xanthodonta is een geslacht van vlinders van de familie tandvlinders (Notodontidae), uit de onderfamilie Notodontinae.

## Soorten
- X. argyllacea Kiriakoff, 1961
- X. brunnea Gaede, 1928
- X. debilis Gaede, 1928
- X. diatrecta (Hampson, 1910)
- X. isabellina Kiriakoff, 1979
- X. lusingae Kiriakoff, 1954
- X. minima (Hampson, 1910)
- X. nigrovittata (Aurivillius, 1922)
- X. unicornis Kiriakoff, 1961
- X. xanthippa Kiriakoff, 1968